# Wanderer on the Edge of Time
Wanderer on the Edge of Time (с англ. Странник на краю времени) — девятый студийный концептуальный альбом немецкой прогрессив/трэш-метал группы Mekong Delta, выпущенный 22 июня 2010 года на AAARRG Music.

## Об альбоме
Wanderer on the Edge of Time очередной концептуальный альбом группы Mekong Delta.
«Это история о путешествии во времени в мире, который разрушается от невежества человека и его институтов и о надежде, что находится в мелочах»

## Список композиций
1. Intro — Concert Guitar — 02:18
2. Ouverture — 02:50
3. «A certain fool» (Le fou) // Movement 1 — 03:37
4. Interlude 1 — Group — 00:52
5. «The 5th element» (Le Bateleur) // Movement 2 — 06:32
6. Interlude 2 — Group — 00:34
7. «The Apocalypt — World in shards» (La Maison Dieu) // Movement 3 — 05:43
8. Interlude 3 — Concert Guitar — 02:03
9. «King with broken crown» (Le Diable) // Movement 4 — 05:41
10. Intermezzo (instrumental) // Movement 5 — 05:23
11. Interlude 4 — Group — 02:11
12. «Affection» (L’Amoureux) // Movement 6 — 02:53
13. Interlude 5 — Group — 00:51
14. «Mistaken truth» (Le Hérétique) // Movement 7 — 05:10
15. Finale — 02:56

## Участники записи
- Ральф Хьюберт — бас
- Мартин ЛеМар — вокал
- Алекс Ланденбург — барабаны
- Эрик Адам Х. Грёш — гитары
- Бенедикт Зимняк — гитары

### Дополнительно
- Ральф Хьюберт — продюсер, звукорежиссёр
- Эрик Грош — звукорежиссёр
- Элиран Кантор — дизайн обложки